# Lac Lessard
Lac Lessard är en sjö i Kanada.   Den ligger i regionen Côte-Nord och provinsen Québec, i den östra delen av landet, 600 km nordost om huvudstaden Ottawa. Lac Lessard ligger 302 meter över havet. Arean är 3,3 kvadratkilometer. Den sträcker sig 3,1 kilometer i nord-sydlig riktning, och 2,5 kilometer i öst-västlig riktning.
I omgivningarna runt Lac Lessard växer i huvudsak blandskog. Trakten runt Lac Lessard är nära nog obefolkad, med mindre än två invånare per kvadratkilometer.